# شفيقا مامادوفا
شفيقا هشيم قيزي مامادوفا (بالأذرية: Şəfiqə Məmmədova) ممثلة أذربيجانية وتم تكريمها كفنانة لجمهورية أذربيجان الاشتراكية السوفيتية (1974)، وفنانة الشعب للجمهورية أذربيجان الاشتراكية السوفيتية (1982)، وأول رئيسة لاتحاد السينمائيين في جمهورية أذربيجان في عام 2012.

## سيرتها الذاتية
ولدت شفيقا مامادوفا، 30 مارس، عام 1945 في دربند. تخرجت من قسم التمثيل لمعهد مسرح أذربيجان الحكومي (في وقت الحاضر جامعة أذربيجان الحكومية للثقافة والفنون) في 1968.
في نفس السنة عندما كانت شفيقا مامادوفا طالبا، دُعيت إلى مسرح الدراما الأكاديمي الحكومي أذربيجاني.
منذ عام 1980 تدرس في جامعة أذربيجان الحكومية للثقافة والفنون (معهد المسرح السابق).
شفيقا مامادوفا هي عضو برلمان في الجمعية الوطنية (أذربيجان) منذ 1995 إلى 2000.
في عام 2012، تم انتخابها رئيسة لاتحاد السينمائيين في جمهورية أذربيجان.
تم منحت شفيقا مامادوفا بوسام «شرف» من قبل إلهام علييف في 25 يونيو، عام 2013.

## جوائزها
- 1 يونيو، عام 1974 - تكريم فنانة في جمهورية أذربيجان
- 1ديسيمبر، عام 1982 - فنانة الشعب في جمهورية أذربيجان
- 25 يونيو، عام 2013 - وسام «شرف»
- 22 مايو، عام 2018 - جائزة «جعفر جبرلي»

## فيلموغرافية
- عيد ميلاد (فيلم، 1977) (فيلم روائي طويل كامل)
- معلمنا الجابيش (فيلم، 1969)
- دده قورقوت (فيلم، 1975)
- مخاوف السعادة (فيلم، 1976)
- التحقيق (فيلم، 1979)
- المخرج حسن سيدبيلي (فيلم، 2002)
- فتاة المتأنق (فيلم، 2002)
- فتاة السوداء (فيلم، 1966)
- نحو بوركان (فيلم، 1977)
- في ليلة رأس السنة (فيلم، 1958)
- ملحمة زليمخان (فيلم، 2007)

## روابط خارجية
- شفيقا مامادوفا على موقع IMDb (الإنجليزية)